# Massacre de Yirgou
Le massacre de Yirgou a lieu du 1er au 2 janvier 2019, pendant l'insurrection djihadiste au Burkina Faso. Il débute par une attaque de djihadistes contre le village, laquelle est suivie de représailles des miliciens Koglweogo contre les Peuls.

## Contexte
Depuis 2015, le nord et l'est du Burkina Faso sont le théâtre d'attaques djihadistes menées par différents groupes : Ansarul Islam, le Groupe de soutien à l'islam et aux musulmans et l'État islamique dans le Grand Sahara,. La capitale, Ouagadougou, est également ciblée à trois reprises. De 2015 à fin 2018, ces violences causent la mort de 270 personnes,. Le 31 décembre, après l'embuscade de Loroni, le président burkinabé Roch Marc Christian Kaboré décrète l'État d'urgence.

## Déroulement
Dans la nuit du 31 décembre 2018 au 1er janvier 2019, une première attaque est menée dans le village de Yirgou, dans la commune de Barsalogho, située dans le département Barsalogho,. Les assaillants, qualifiés de « terroristes » par le gouvernement burkinabé, arrivent à bord de motocyclettes en tirant des coups de feu en l'air, puis ils abattent six personnes, dont le chef du village et son fils,,. Les assaillants se replient ensuite vers la province de Soum, au Nord.
Ces tueries sont alors rapidement suivies de représailles de la part de membres de la milice rurale d'auto-défense des Koglweogo appartenant à la communauté des Mossis, l'ethnie majoritaire au Burkina Faso,,. Ces derniers s'en prennent aussitôt aux éleveurs peuls, accusés de complicité avec les djihadistes. Des campements sont attaqués et plusieurs personnes massacrées,. Les violences se poursuivent encore le 2 janvier,.
Alors que les affrontements communautaires prennent de plus en plus d'ampleur au Mali voisin — un autre massacre y étant notamment commis le même jour — il s'agit des premières violences de ce type au Burkina Faso depuis le début des attaques djihadistes dans ce pays,.

## Bilan humain
Le 2 janvier, le gouvernement burkinabé donne un premier bilan de treize morts. Un témoin anonyme dément cependant ce chiffre et affirme à Voice of America avoir compté 48 corps. Le 4 janvier, le gouvernement burkinabé revoit son bilan à la hausse et affirme qu'au moins 46 personnes ont été tuées,. Dans les jours qui suivent, le bilan est encore revu à la hausse et passe à 49 tués.

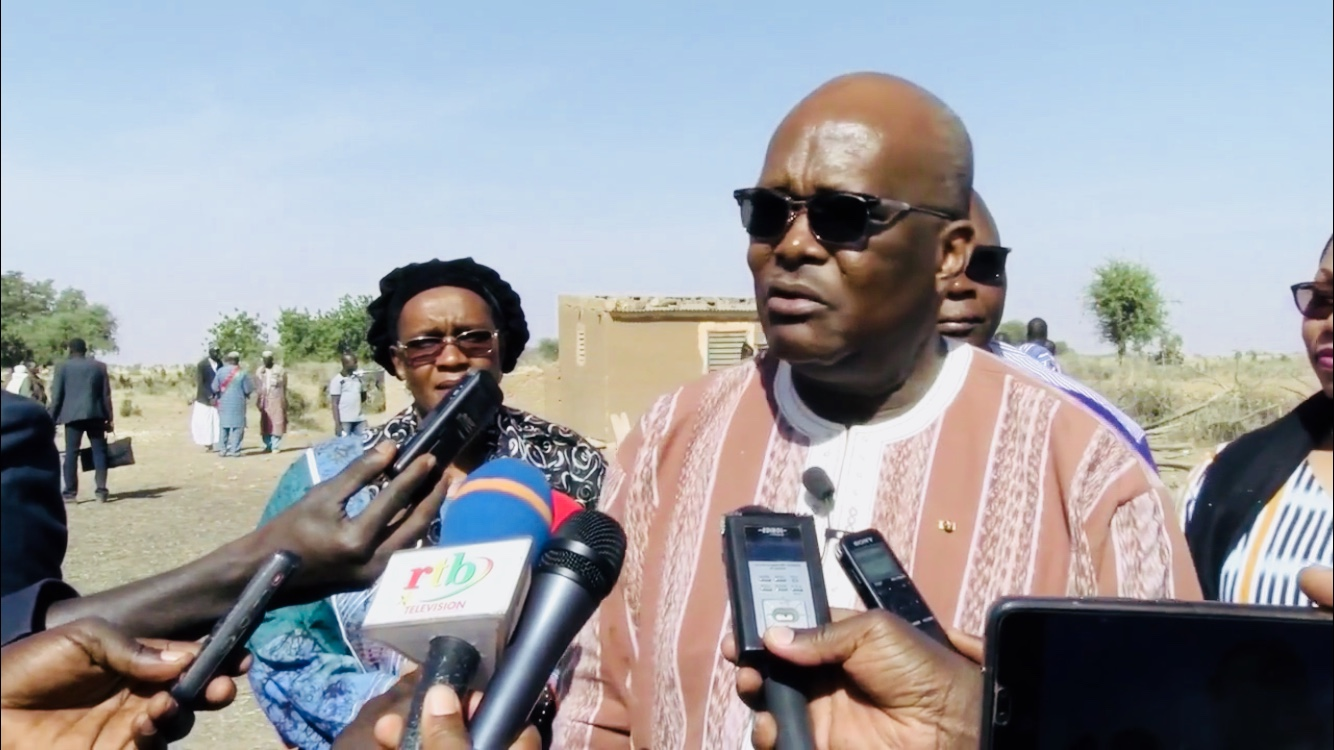
Visite du président Roch Marc Kaboré à Yirgou, le 6 1 2019.

Le 12 janvier, des milliers de personnes issues de toutes les communautés manifestent à Ouagadougou pour dénoncer les violences ethniques à Yirgou et réclamer la dissolution du groupe d'auto-défense impliqué dans les tueries. Les organisateurs de la marche affirment également que le nombre des morts est plus élevé qu'indiqué dans le bilan officiel, faisant état de 72 morts et 6 000 déplacés.
Le bilan du gouvernement est contesté par le Collectif contre l'impunité et la stigmatisation des communautés, qui affirme le 1er février que les massacres ont fait 210 morts,. Le président du collectif, Hassane Barry, déclare: « Le nombre de morts à ce jour est de 210 morts. Ce chiffre a été obtenu après un recensement rigoureux ménage par ménage. Nous précisons que la liste va s’allonger avec le recensement toujours en cours sur le terrain. Le collectif attend du gouvernement qu’il réactualise ses chiffres comme il s’était engagé. Nous avons peur que cette volonté de cacher les morts puisse être préjudiciable aux victimes au moment de leurs dédommagements ».
Début février, une organisation d’éleveurs, l'Union nationale des Rugga du Burkina (UNRB), dresse pour sa part une liste de 110 victimes,.
Le 1er janvier, une enquête judiciaire est ouverte par le procureur du tribunal de Kaya.

## Réactions des autorités et conséquences humanitaires
Dès le 5 janvier, le président Roch Marc Christian Kaboré rend visite aux rescapés de Yirgou et au campement peulh de Bangrin, appelant à l'arrêt des violences intercommunautaires et à la lutte contre le terrorisme, « le pire ennemi » du pays selon lui. Le 9 février, le Dima Sonré de Boussouma, qui est la plus haute autorité coutumière de la région, fait de même en organisant des réunions de réconciliation et de pardon intercommunautaire et interconfessionnelle dans les camps de réfugiés en compagnie du président de la Communauté musulmane du Burkina Faso, El Hadj Abdoul-Rasmané Sana, du président de la Fédération des églises et missions évangéliques (FEME), le pasteur Dieudonné Sawadogo, et du cardinal Philippe Ouédraogo pour l'église catholique.
Ces exactions entraînent l'exode massif au premier semestre 2019 des villageois de Yirgou – et de l'ensemble du secteur (notamment des villages voisins de Madou, Biguélé, Bangmiougou et plus au sud Guiendbila) –, vers les camps de déplacés internes de Foubé mais également de Barsalogho et de Kaya,,, créant des situations humanitaires, sanitaires et éducatives difficiles pour les réfugiés mais aussi pour les autorités locales d'accueil.